# Старорусько-Новоржевська операція

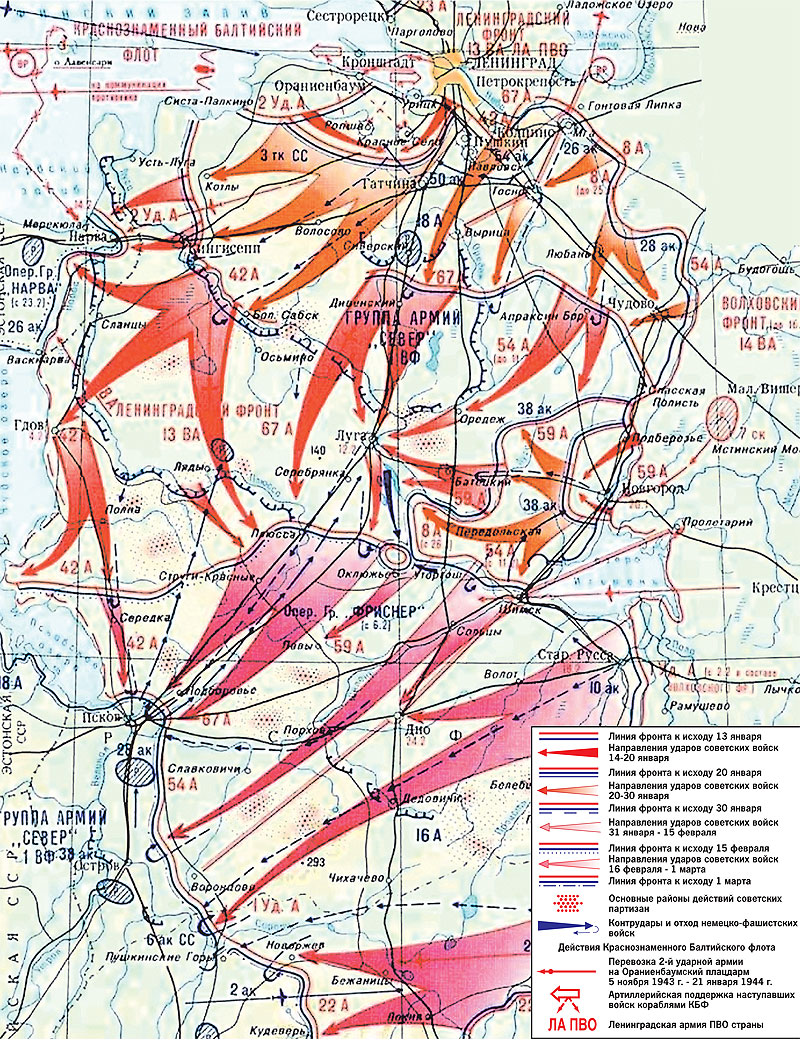
Карта Ленінградсько-Новгородської операції. Старорусько-Новоржевська операція розвивалась на південно-східному фланзі стратегічної наступальної операції

Старорусько-Новоржевська операція (рос. Старорусско-Новоржевская операция) — фронтова наступальна операція військ радянського 2-го Прибалтійського фронту (генерал армії Попов М. М.) у взаємодії з часткою сил Ленінградського фронту (генерал армії Говоров Л. О.) проти військ 16-ї німецької армії, частина Ленінградсько-Новгородської стратегічної наступальної операції.

## Передумови
12 січня 1944 року війська 2-го Прибалтійського фронту розпочали наступ на Ідріци і Новосокольники, завдаючи удар з північного боку від Невеля, намагаючись перерізати комунікації противника на цьому напрямку та в такій спосіб скувати основні сили 16-ї армії й не допустити їхнього перекидання на напрямок дії військ Волховського і Ленінградського фронтів, що мали наступати значно північніше. Проте, наступ генерала армії Попова М. М. не мав значних успіхів і незабаром було призупинений. Наприкінці січня війська 2-го Прибалтійського фронту знову спробували наступати, але знову ж досягли лише незначних результатів. Частини 10-ї гвардійської, 22-ї і 3-ї ударної армій, зустрівши запеклий опір противник, до середині лютого просунулися вперед всього на 15-20 кілометрів, звільнивши 29 січня місто Новосокольники і вийшли на рубіж Насва — Маєво. 12 лютого радянські війська, нарешті, оволоділи містом Лугою.
14 січня 1944 року радянські війська Ленінградського і Волховського фронтів, перейшли в наступ під Ленінградом і в районі Новгорода, розпочавши стратегічну операцію з метою розгрому 18-ї німецької армії і повного звільнення Ленінграда від блокади. Після падіння «Лузького рубежу» основні сили 18-ї німецької армії почали відступати в напрямку Пскова. Оскільки з цієї причини створювалася загроза виходу радянських військ у фланг і тил 16-ї армії, командувач групи армій «Північ» генерал-полковник Вальтер Модель був змушений віддати наказ почати загальний відступ до лінії «Пантера». Для організованого відступу частини 18-ї армії повинні були на деякий час утримувати оборону на лінії «Чудсько-Псковське озеро — Струги Красні — Шимськ» і тільки після відходу частин 16-ї армії на захід поступово відходити на Псков і Остров.

### Склад сторін

#### СРСР
- 2-й Прибалтійський фронт (командувач генерал армії Попов М. М.)
  - 1-ша ударна армія (командувач генерал-лейтенант Коротков Г. П.)
  - 3-тя ударна армія (командувач генерал-полковник Чибісов Н. Є.)
  - 22-га армія (командувач генерал-лейтенант Юшкевич В. О.)
  - 10-та гвардійська армія (командувач генерал-лейтенант Казаков М. І.)
  - 15-та повітряна армія (командувач генерал-лейтенант авіації Науменко М. Ф.)

#### Німеччина
- 16-та армія (командувач генерал артилерії К. Гансен)
  - 1-й армійський корпус (командир генерал-лейтенант В. Гартманн)
  - 2-й армійський корпус (командир генерал від інфантерії П. Лаукс)
  - 8-й армійський корпус (командир генерал-лейтенант Г. Шлеммер)
  - 10-й армійський корпус (командир генерал від інфантерії Т.-Е. фон Віккеде)
  - 43-й армійський корпус (командир генерал від інфантерії К. фон Офен)
  - 6-й Латиський корпус СС (командир СС-обергруппенфюрер Ф. Єкельн)
- Частини 1-го повітряного флоту (командувач генерал авіації К. Пфлюгбайль)

## Хід операції
18 лютого першими перейшли в наступ частини 1-ї ударної армії, які просуваючись у смузі оборони X німецького армійського корпусу (30-та піхотна дивізія, 15-та латиська дивізія СС і 21-та авіапольова дивізія), завдавали головного удару в загальному напрямку на Новоржев. Практично не зустрічаючи опору, війська генерала Короткова Г. П. того ж дня звільнили Стару Руссу. До 20 лютого частини 1-ї ударної армії у взаємодії з 54-ю армією генерал-лейтенанта Рогинського С. В. Ленінградського фронту, що вела наступ з району Шимська, активно просувалися на стику між флангами 16-ї і 18-ї німецьких армій, намагаючись розірвати зв'язок між ними. Однак, німецькі війська, прикриваючи свій відхід сильними ар'єргардними загонами, зуміли організовано відступити від озера Ільмень і зберегти загальний фронт двох армій.
19 лютого 1944 року наступальні дії у своїй смузі розпочали сили 22-ї армії генерал-лейтенанта В. А. Юшкевича. Під натиском радянських військ німці прискорили відведення сил до проміжного рубежу оборони, який проходив по лінії залізниці Луга — Дно — Новосокольники. Радянським військам 22-ї армії, що наступала, протистояли німецькі дивізії II і XXXXIII армійських корпусів, які ще не почали відступ, намагаючись прикрити фланг X армійського корпусу. Тільки за кілька днів запеклих боїв з'єднання 44-го стрілецького корпусу зуміли подолати оборону 218-ї і 331-ї піхотних дивізій вермахту та до 21 лютого, розвиваючи наступ, перерізати шосе Холм — Локня. 21 лютого частини 26-ї стрілецької дивізії 22-ї армії звільнили місто Холм. У ситуації, що склалася, німецькі частини II і XXXXIII армійських корпусів були змушені поспіхом почати відступ на захід до проміжної лінії оборони вздовж залізниці Дно — Насва.
24 лютого 1944 року, після двох днів боїв, війська 2-го Прибалтійського фронту, у взаємодії з арміями Волховського фронту, звільнили місто Дно, найважливіший залізничний вузол, який захищали значні сили вермахту — частини 8-ї єгерської, 21-ї авіапольової, 30-ї піхотної дивізій та 2 полки охорони. 25 лютого 1-ша ударна і 22-га армії за підтримки 54-ї армії Волховського фронту звільнили Дедовичі.
26 лютого 1944 року в наступ перейшли 10-та гвардійська (генерал-лейтенант Казаков М. І.) і 3-тя ударна (генерал-полковник Чибісов Н. Є.) армії 2-го Прибалтійського фронту і до вечора того ж дня радянські війська взяли під контроль всю залізничну гілку Луга — Дно — Новосокольники.
29 лютого 1944 року сили 1-ї ударної і 22-ї армій звільнили Новоржев.
1 березня 1944 року армії фронту генерала Попова вийшли до німецької оборонної лінії «Пантера», де, зустрівши організований опір, перейшли до оборони.

## Результати операції
Таким чином, за 16 днів кампанії війська 1-ї ударної армії подолали з боями понад 180 кілометрів від Старої Русси до р. Велика. Успіхи лівого крила фронту були скромніші, його просування склало близько 30 кілометрів. Незважаючи на те, що завдання, поставлені перед 2-м Прибалтійським фронтом були виконані в повному обсязі, дії фронту допомогли очистити весь південний схід Ленінградської області і створити передумови для подальшого наступу в Балтійських країнах та звільнення їх від німецьких військ.
20 квітня 1944 року Державний комітет оборони своєю постановою піддав різкій критиці командування 2-го Прибалтійського фронту, поклавши на нього відповідальність за невдалі дії як в Старорусько-Новоржевській, так і в ряді інших операцій. Командувач фронтом генерал армії М. М. Попов і член Військової ради фронту генерал-лейтенант М. О. Булганін були зняті із займаних посад. Крім того, М. М. Попов був понижений у званні до генерал-полковника.